# 雄州 (南汉)
雄州，中国古代的州，在今天广东省南雄市一带。五代十国南汉乾亨四年（920年）在浈昌县置雄州，辖浈昌、始兴两县。宋开宝四年（971年）改雄州为南雄州，与河北東路雄州别，属广南东路。天圣元年（1023年）因避仁宗赵祯讳，改浈昌为保昌。宣和二年（1120年）赐保昌为郡。元至元十五年（1278年）改南雄州为南雄路，领保昌、始兴两县。明洪武元年（1368年）改路为府，辖保昌、始兴两县，属广东道。洪武二年改行中书省，九年改行省为承宣布政使司，南雄府属相随。清嘉庆十二年（1807年）改府为南雄直隶州，直隶广东布政使司，裁去保昌县，领始兴一县。嘉庆十六年复升为府，次年又降为直隶州，直至清末。民国开始，改南雄州为南雄县，隶属广东省。

## 历史
- 五代十国南汉乾亨四年（920年）在浈昌县置雄州，辖浈昌、始兴两县。
- 宋开宝四年（971年）改雄州为南雄州，与河北東路雄州别，属广南东路。天圣元年（1023年）因避仁宗赵祯讳，改浈昌为保昌。宣和二年（1120年）赐保昌为郡。

- 元至元十五年（1278年）改南雄州为南雄路，领保昌、始兴两县。

- 明洪武元年（1368年）改路为府，辖保昌、始兴两县，属广东道。洪武二年改行中书省，九年改行省为承宣布政使司，南雄府属相随。
- 清嘉庆十二年（1807年）改府为南雄直隶州，直隶广东布政使司，裁去保昌县，领始兴一县。嘉庆十六年复升为府，次年又降为直隶州，直至清末。
- 民国开始，改南雄州为南雄县，隶属广东省。

- 中华人民共和国建立后，沿袭不变。1958年12月，南雄县与始兴县合并称南雄县。
- 1960年10月复分为南雄县、始兴县，隶属广东省韶关专员公署。1982年6月实行市管县体制后，隶属韶关市。
- 1996年6月17日，民政部批复（民行批[1996]46号）撤销南雄县，设立南雄市，由广东省管辖。